# Šlakhamry
Šlakhamry (Deutsch: Schlaghammer) ist ein Dorf in Tschechien, das zur Gemeinde Hamry nad Sázavou im Bezirk Žďár nad Sázavou (deutsch: Saar) gehört.
Das Dorf liegt etwa 4 km westlich von Žďár nad Sázavou, etwa 2 km entfernt vom Zentrum der Gemeinde Hamry nad Sázavou. Im Jahr 2009 waren hier 42 Adressen registriert. Im Jahr 2001 gab es 68 ständige Einwohner.
Šlakhamry hat eine Fläche von 2,65 km².
Am südlichen Rand des Gebiets, in der Nähe des Naturdenkmals Rozštípená skála befindet sich im Gebäude einer ehemaligen Wassermühle eine Zweigstelle des Technischen Museums Brünn.
Die westliche Grenze des Katastergebiets von Najdek na Moravě deckt sich mit der historischen Grenze zwischen Böhmen und Mähren in der Nähe von Šlakhamry. An der Stelle, an der die Straße an dieser Grenze endet und in einen Waldweg 
übergeht, befindet sich am Rande der Ortschaft Šlakhamry ein Grenzstein zwischen den beiden Ländern Böhmen und Mähren sowie ein Wachturm.